# T-62
Der T-62 ist ein von 1962 bis 1975 hergestellter mittlerer sowjetischer Panzer mit einer 115-mm-Glattrohrkanone, der aus dem T-55 entwickelt wurde.

## Entwicklung
Der T-62 wurde Ende der 1950er-Jahre aus der T-54/55-Serie unter der Bezeichnung Objekt 166 im Konstruktionsbüro Karzew von Uralwagonsawod in Nischni Tagil entwickelt; er ging 1961 in Vorserie sowie ab 1962 in Serienproduktion. Der T-62 war der Abschluss der mit dem T-44 begonnenen Familie. Die Produktion lief bis 1975. Obwohl er nur als Übergangslösung gedacht war – weil sich der Vorgänger T-55 als unzureichend konkurrenzfähig erwies und Kampfpanzer mit modernerer Konzeption (wie der T-64) noch nicht die Serienreife erreicht hatten – wurden letztendlich insgesamt rund 20.000 Stück produziert. Zudem war er ein kostengünstiges Exportmodell. Ein Lizenzfertiger war Nordkorea, das rund 200 Fahrzeuge an den Iran lieferte.

## Technik
Der T-62 war der weltweit erste mit einer Glattrohrkanone ausgerüstete Kampfpanzer. Dieser Kanonentyp erreicht gegenüber Zugrohrwaffen eine höhere Mündungsgeschwindigkeit und Durchschlagskraft. Die 115-mm-Kanone übertraf bei diesen Werten die der damaligen westlichen 105-mm-Zugrohrkanonen. Ebenso war auch die Waffenstabilisierungsanlage ihren westlichen Pendants überlegen.
Die Hauptwaffe ist vom Typ U-5TS (GRAU-Index: 2A20) mit einer Rohrlänge von 55 Kalibern. Nach zwei Dritteln des Rohres befindet sich ein Rauchabsauger zum selbsttätigen Ausblasen des Rohres nach dem Schuss.
Die Form der Wanne und des Turms sind daraufhin optimiert, dass sie keine Fangstellen für feindliche Geschosse aufweisen. Diese Eigenschaft wird durch eine starke Einengung des Kampfraums erkauft, welche die Bedienung erschwert. Der T-62 verfügt über ein drehstabgefedertes Laufrollenlaufwerk mit fünf gummibandagierten Laufrollen pro Seite. Die Kettenantriebsräder befinden sich wie bei den meisten sowjetischen Panzern am Heck des Fahrzeuges, die Leitrollen am Bug. Das erste und letzte Laufrollenpaar ist mit Stoßdämpfern versehen, die Gleiskette ist eine Scharnierkette.
Der T-62 wird von einem 580 PS (427 kW) leistenden V12-Dieselmotor W-55W mit 38,88 l Hubraum angetrieben. Der Motor wiegt etwa 1020 kg. Der T-62 wiegt 40 t und erreicht eine Höchstgeschwindigkeit von 50 km/h. Seine Reichweite ist geringer als die des T-55. Die Besatzung besteht aus Kommandant, Richtschütze, Ladeschütze und Fahrer.
Das Fahrzeug ist ohne Vorbereitung watfähig und nach vier Stunden Vorbereitungszeit tiefwatfähig. Unter Wasser wird nach einem Kreiselkompass sowie mit einer Funkverbindung zum Ufer gesteuert. Nach dem Tiefwateinsatz ist der Panzer in zwei Minuten wieder einsatzfähig. Er verfügt über eine ABC-Schutzbelüftung vom Typ PAZ mit RBZ-1m-Sensor zum Feststellen von Radioaktivität.
Bei den späteren Modellen ist der Innenraum mit Kevlar-Schutzmatten ausgekleidet, die Splitter abfangen sollen. Ebenso verfügen die späteren Modelle über ein einfaches Feuerlöschsystem.

## Munition

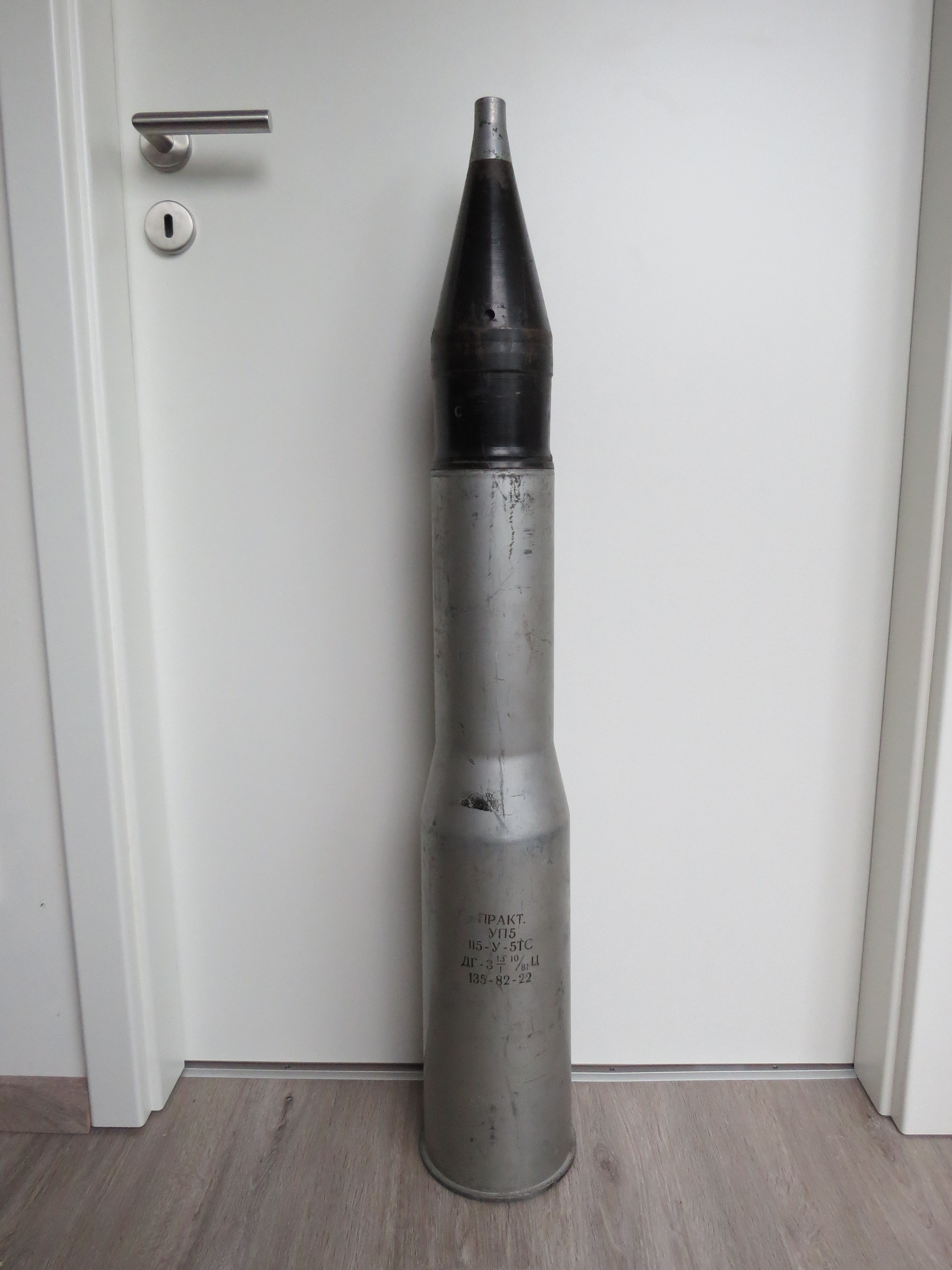
Eine deaktivierte 115-mm-Granate OF-11 FRAG-HE mit Patrone. Das Leitwerk der Granate befindet sich im Hals der Patrone.

Die patronierte Munition wird manuell vom Ladeschützen geladen. Der Panzer kann insgesamt 40 Schuss Munition für die Kanone mitführen, darunter können sich Unterkaliberwuchtgeschosse (APFSDS, KE-Pfeilgeschoss mit Treibspiegel, v0=1600–1680 m/s), Hohlladungsgranaten (HEAT) und Splittersprenggranaten (FRAG-HE, Осколочно-фугасный снаряд) befinden.
Als weltweit erster Kampfpanzer verschoss der T-62 flügelstabilisierte patronierte Munition. Für die Kanone U-5TS des T-62, der sich bis heute im Einsatz vieler Staaten befindet, wurde die 115-mm-Munition laufend weiterentwickelt.
Ein normaler Kampfsatz besteht aus folgenden Geschossarten:
- 12 Stück APFSDS-Geschosse vom Typ BM-6, Durchschlag 237 mm Panzerstahl auf 1000 m
- 6 Stück HEAT-Granaten vom Typ BK-4, Durchschlag 495 mm Panzerstahl
- 22 Stück FRAG-HE-Granaten vom Typ OF-27

Optional kann folgende Munition verschossen werden:
- HEAT-Granaten vom Typ BK-3 und BK-17
- APFSDS-Geschosse vom Typ BM-3, BM-4, BM-5 und BM-21
- APFSDS-Geschoss vom Typ BM-28 mit DU-Penetrator
- APFSDS-Geschoss vom Typ BD/36-2 aus britischer Produktion, Durchschlag 520 mm Panzerstahl auf 1000 m
- FRAG-HE-Granaten vom Typ OF-11 und OF-18
- Rohrraketen 9K116-2 Scheksna, Reichweite 4360 m, Durchschlag 600 mm Panzerstahl

Zusätzlich verfügt der T-62 über ein achsparallel montiertes 7,62-mm-MG, Typ PKT. Ab der Version T-62M wurde zusätzlich an der Kommandantenkuppel ein 12,7-mm-MG DSchKM zur Flugabwehr montiert. Ebenso kam ab dieser Ausführung noch eine Nebelmittelwurfanlage zum Einsatz. Diese besteht aus acht 902B-Nebelwurfbechern, die seitlich an der rechten Turmseite montiert sind.

## Nutzerstaaten
Aktuelle Nutzer

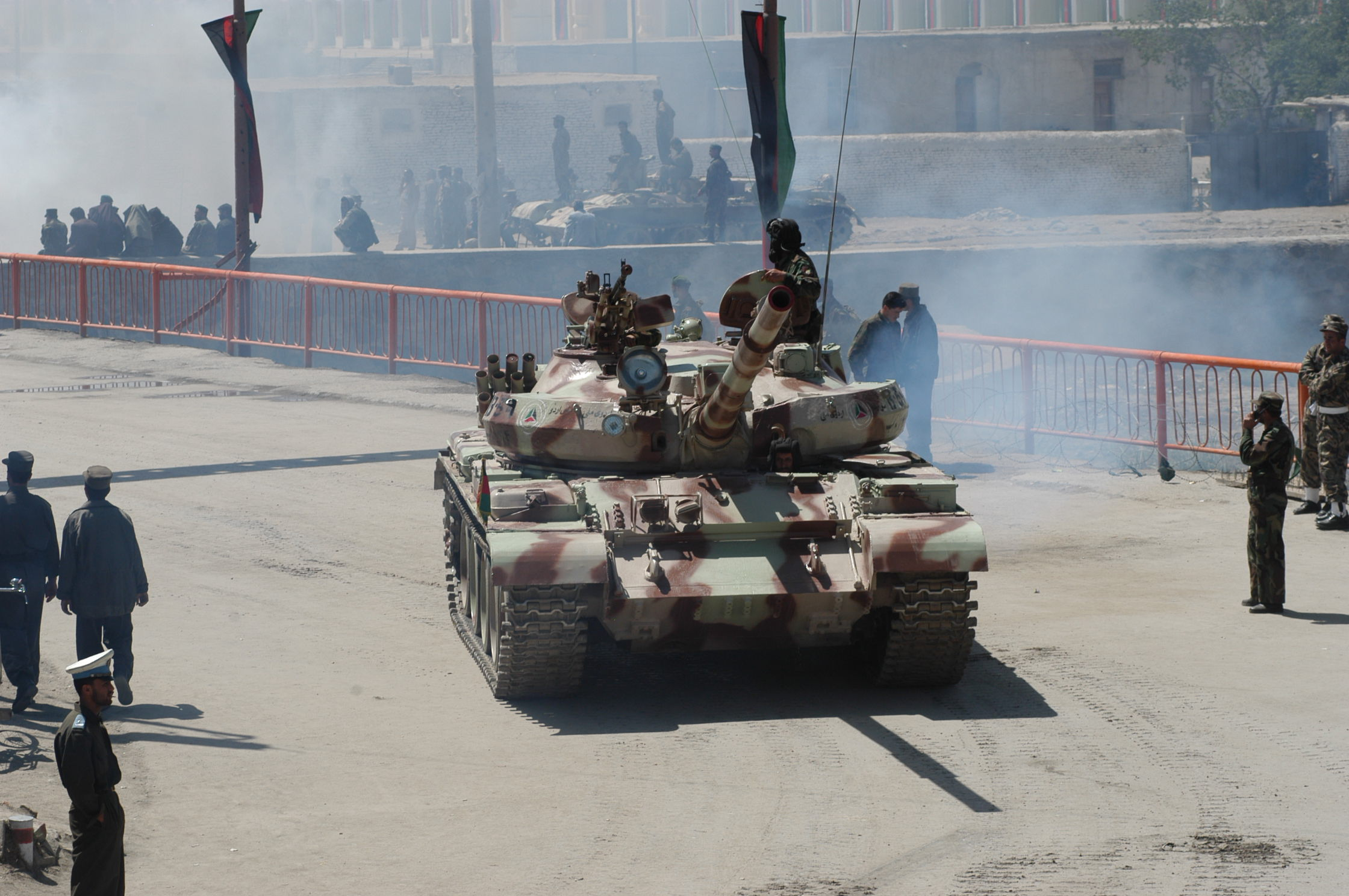
T-62M der afghanischen Armee in Kabul, 2004

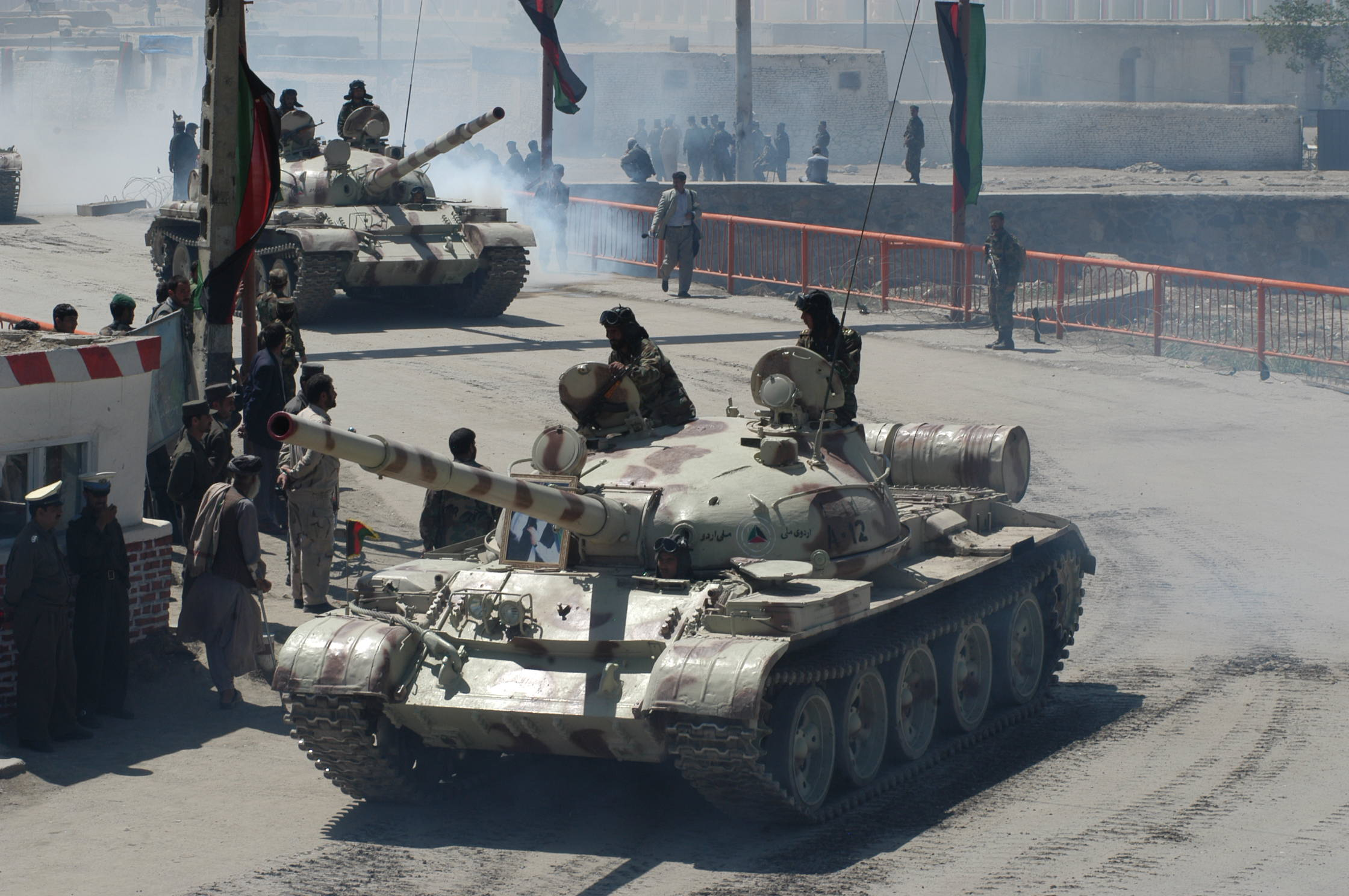
T-62 der afghanischen Armee in Kabul, 2004

- Afghanistan – Unbekannte Anzahl T-62, im Januar 2018.[4]:240
- Ägypten – 200 T-62, im Januar 2018.[4]:330
- Algerien – 300 T-62, im Januar 2018.[4]:325
- Angola – 50 T-62, im Januar 2018.[4]:445
- Äthiopien – Unbekannte Anzahl T-62, im Januar 2018.[4]:463
- Kuba – Unbekannte Anzahl T-62, im Januar 2018.[4]:401
- Iran – Mindestens 75 T-62, im Januar 2018.[4]:334
- Jemen – Unbekannte Anzahl T-62, im Januar 2018.[4]:370
- Nordkorea – Unbekannte Anzahl T-62, im Januar 2018.[4]:275
- Russland – Ursprünglich wurde bekannt gegeben, Russland habe bis 2012 alle T-62 vollständig außer Dienst gestellt.[5] Drei Monate nach dem Beginn des russischen Überfalls auf die Ukraine am 24. Februar 2022 wurde bekannt, dass die russischen Streitkräfte T-62 im Osten der Ukraine einsetzen.[6] Mit Stand vom 27. Juli 2025 sollen die russischen Streitkräfte dabei mindestens 247 T-62 verloren haben.[7]
- Syrien – Unbekannte Anzahl T-62/M, im Januar 2018.[4]:362
- Tadschikistan – 7 T-62, im Januar 2018.[4]:207
- Usbekistan – 170 T-62, im Januar 2018.[4]:214
- Vietnam – 70 T-62, im Januar 2018.[4]:309

Ehemalige Nutzer
- Albanien [4]:82
- Aserbaidschan [4]:183
- Bulgarien [4]:89
- Irak [4]:338
- Israel [4]:341 Unter der ehemaligen Bezeichnung Tiran-6
- Kasachstan [4]:188
- Libyen [4]:349
- Moldau [4]:191
- Mongolei [4]:286
- Somalia [4]:485
- Sudan [4]:489
- Tansania [4]:491
- Turkmenistan [4]:208
- Vereinigte Staaten – Bei ehemaligen Warschauer-Pakt-Staaten und in Israel zu Testzwecken beschafft. Wurden zu Trainingszwecken zur Feinddarstellung verwendet.[4]:48
- Ukraine [4]:210
- Belarus [4]:185

## Einsatz

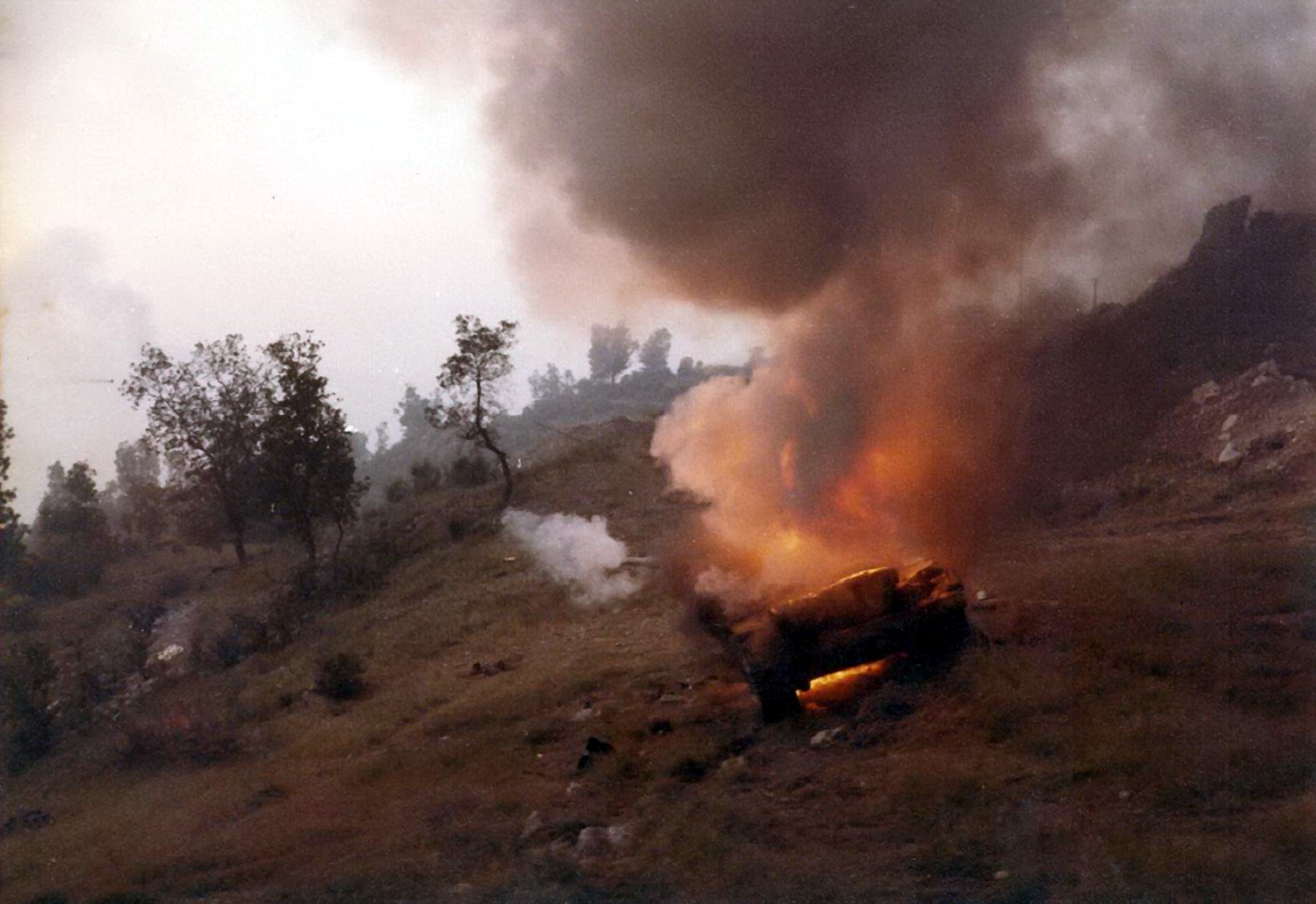
Ein syrischer T-62 brennt im Libanonkrieg 1982 bei Jezzine aus

Der T-62 kam bei verschiedenen kriegerischen Auseinandersetzungen zum Einsatz: dem Jom-Kippur-Krieg, dem Libanonkrieg, dem Ersten Afghanistankrieg, dem Ersten Golfkrieg, dem Zweiten Golfkrieg, dem Ersten Tschetschenienkrieg, dem Irakkrieg, dem Kaukasuskrieg 2008 sowie bei Konflikten auf dem afrikanischen Kontinent. Dabei hat er sich nirgends besonders ausgezeichnet. Trotz starker Frontalpanzerung erwies sich der T-62 in den Gefechten als überaus verwundbar. Er geriet nach Treffern vielfach in Brand, was zum Totalverlust des Panzers führte.
Während des ersten Golfkrieges wurde der T-62 vom Irak in großem Umfang eingesetzt. So gelang es den irakischen T-62, während der Susangerd-Schlacht im Jahre 1981 mehrere Dutzend iranische Chieftain zu zerstören. Mehrfach wurde die 120 mm starke Frontpanzerung des Chieftain durch die APFSDS-Geschosse der T-62 durchschlagen.
Seit Ende Mai 2022 wird der T-62 auch von den russischen Streitkräften bei der Invasion der Ukraine durch Russland eingesetzt. Primär sollen die Panzer vom Typ T-62M – auch aufgrund ihres Alters – zur Unterstützung der Infanterie genutzt werden, jedoch nicht gegen andere Kampfpanzer. Mehrere dieser Kampfpanzer wurden von den ukrainischen Truppen, auch durch den Einsatz von Drohnen, zerstört oder erbeutet. Dem britischen Militärnachrichtendienst zufolge wurden in Russland „seit Sommer 2022 [...] etwa 800 T-62 aus den Lagern geholt“ und teilweise mit veränderten Visiersystemen ausgestattet an in der Ukraine kämpfende russische Militäreinheiten übergeben.

## Varianten

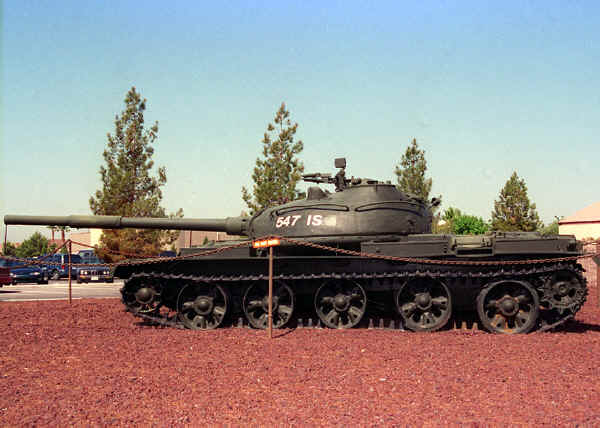
T-62A

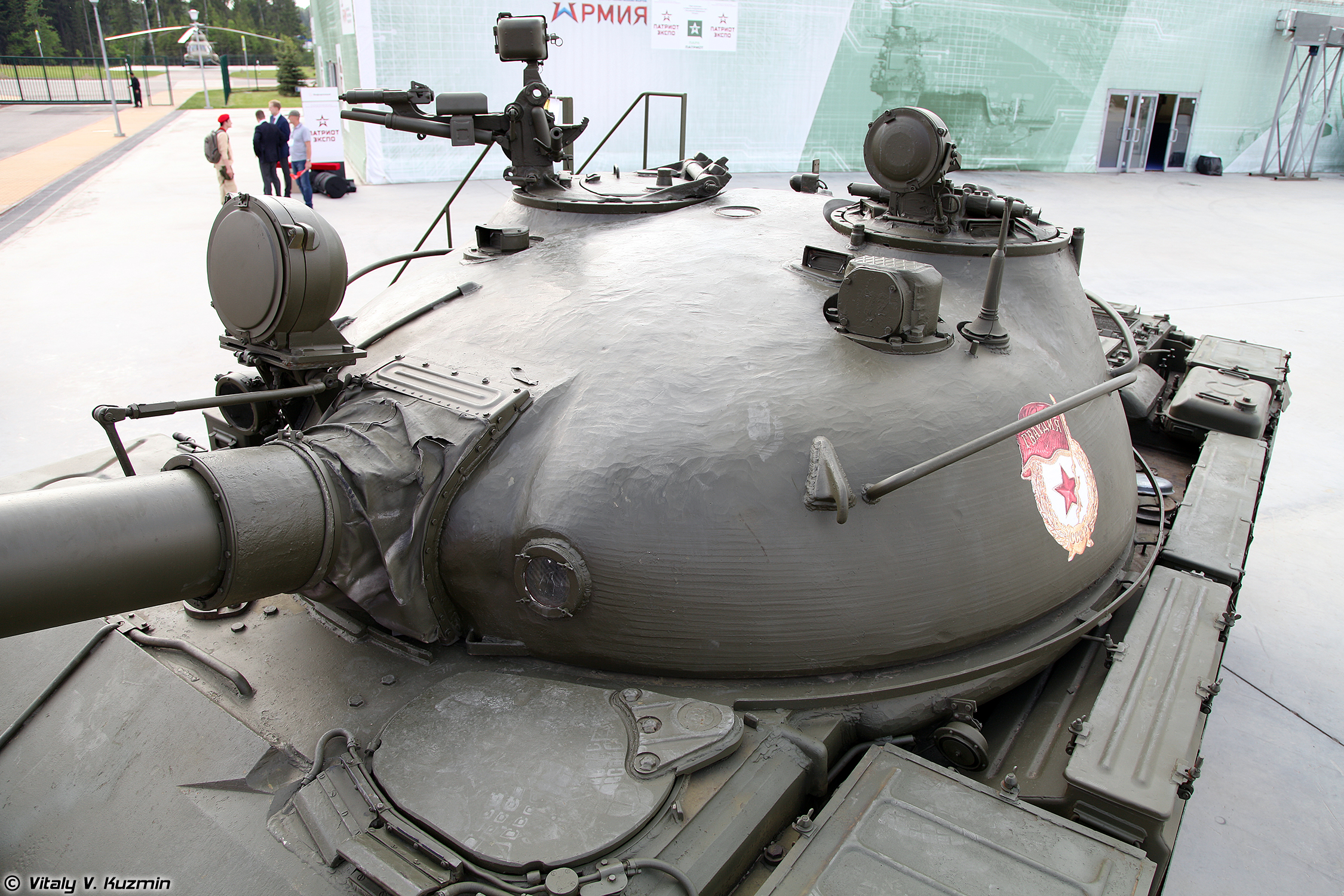
Turmfront eines T-62

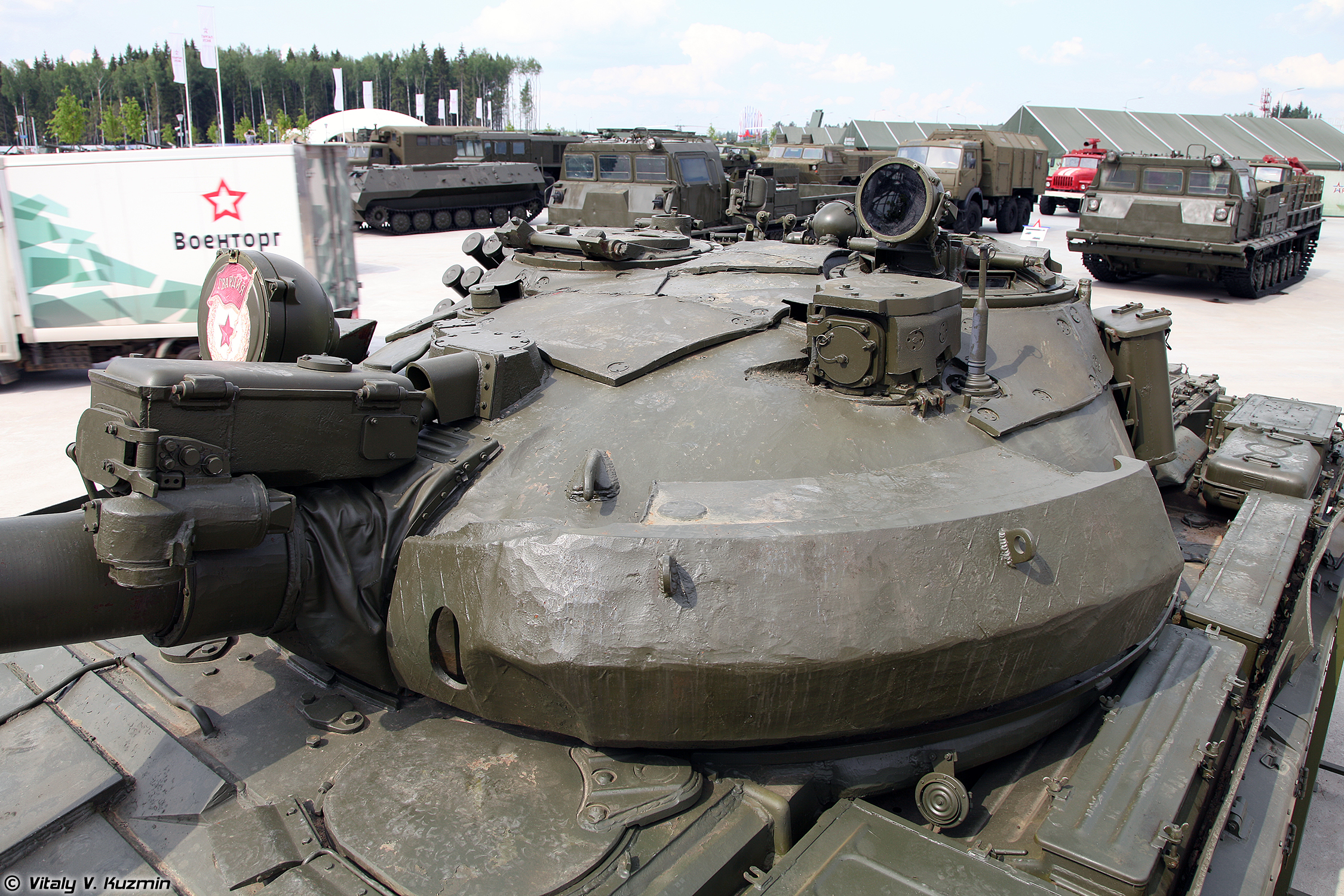
Turmfront eines T-62M

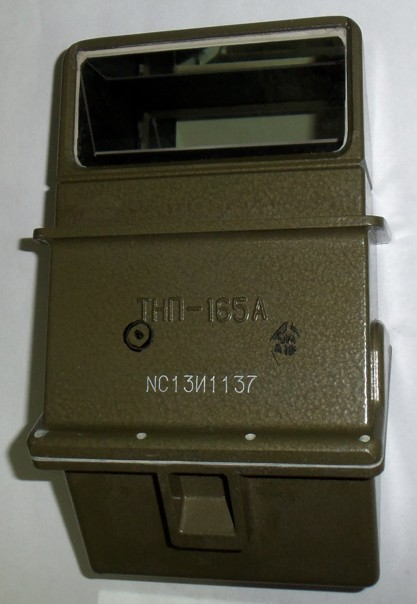
Winkelspiegel TNP-165A

- T-62 (Objekt 165): Vorserienversion. Mit verlängerter Fahrzeugwanne und abgeändertem Turm des T-55. Mit neuem Motorenpaket, neuen Optiken sowie modifizierter 100-mm-U-8ST-Kanone.
- T-62 (Objekt 166): Erste Serienversion ab 1962. Mit einer veränderten Motorabdeckung gegenüber den Vorserienfahrzeugen von 1961. Ausgerüstet mit 115-mm-U-5TS-Kanone. Mit einem 7,62-mm-PKT-MG über dem Ladeschützen montiert. Mit TKN-3-Periskop mit IR-Kanal, OU-3GK-IR-Scheinwerfer, stadiametrischem Zielteleskop TSh2B-41u und TNP-165-Periskop. Ab 1972/1975 nachgerüstet mit KTD-1-Entfernungsmesser über der Kanone und 12,7-mm-DShKM-MG.
- T-62D (Objekt 166D): Variante mit KAZ-1030M-Drosd-Abwehrsystem. Mit zusätzlicher hufeisenförmiger Laminat-Zusatzpanzerung (NERA) an Turmfront und Geschützblende. Ausgerüstet mit leistungsstärkerem W-55U-Motor.
- T-62D-1 (Objekt 166D-1): Wie T-62D, aber mit modernerem W-46-5M-Motor.
- T-62K (Objekt 166K): Führungspanzer des T-62 ab 1973. Mit zusätzlichen Kommunikationsmitteln und TNA-3-Navigationssystem.
- T-62-122: Pionierpanzer auf des Basis des T-62. Ausgerüstet mit 122-mm-Kanone.
- T-62-160: Pionierpanzer auf des Basis des T-62. Ausgerüstet mit 160-mm-Mörser.
- T-62Rk (Objekt 167): Prototyp eines T-62, der am Turm zusätzlich mit einer Startanlage für 9M14 Maljutka ausgerüstet war.
- T-62T (Objekt 167T): Prototyp eines T-62 mit GTD-3T-Gasturbine.
- T-62M (Objekt 166M): Rundum modernisierte Version ab 1983. Mit zusätzlicher Panzerplatte am Wannenbug sowie hufeisenförmiger Laminat-Zusatzpanzerung (NERA) an Turmfront und Geschützblende. Ebenso wurde am Wannenbug zusätzliche Panzerplatten angebracht. Des Weiteren wurden im vorderen Wannenbereich Stützen zur Verstärkung bei Minenexplosionen eingebaut. Zusätzlich wurden Seitenschürzen montiert. An der rechten Turmseite wurden acht 902B-Nebelwerfer montiert. Der Motor wurde durch den stärkeren W-55U mit 620 PS ersetzt. Bei der Bewaffnung wurde das Lenkwaffensystem 9K116-2 Scheksna integriert. Es wird das 1K13-1-Zielperiskop mit Lenkkanal und Steuerkonsole verwendet, des Weiteren das Wolna-Feuerleitsystem – bestehend aus dem KDT-2 LEM auf der Kanone, dem TShSM-41U-Zielperiskop, dem Meteor-M1-Stabilisierungssystem und dem ballistischen Computer BW62.
- T-62MK (Objekt 166MK): Führungspanzer des T-62M. Mit zusätzlichen Kommunikationsmitteln und TNA-3-Navigationssystem.
- T-62MD (Objekt 166MD): Variante des T-62M mit Drosd-Abwehrsystem.
- T-62M-1 (Objekt 166M-1): T-62M wie oben beschrieben, aber mit Kette, Antriebsrad und W-46-5M-Motor des T-72 sowie R-173-Funkgerät.
- T-62M1 (Objekt 166M1): Mit Wolna-Feuerleitanlage, aber ohne 9K116-2-Lenkwaffen.
- T-62M1-1 (Objekt 166M1-1): T-62M1 wie oben beschrieben, aber mit W-46-5M-Motor, R-173-Funkgerät und Käfigpanzerung am Turm und an der Wannenseite.
- T-62M1-2 (Objekt 166M1-2): T-62M1 mit Wolna-Feuerleitanlage und 9K116-2-Lenkwaffen, aber nur Zusatzpanzerung am Turm und am Boden.
- T-62M1-2-1 (Objekt 166 M1-2-1): T-62M1 Mit Wolna-Feuerleitanlage und 9K116-2-Lenkwaffen, aber nur Zusatzpanzerung am Turm und Boden. Mit W-46-5M-Motor und R-173-Funkgerät.
- T-62MK-1 (Objekt 166MK-1): Führungspanzer mit zusätzlicher Funkausrüstung. Mit W-46-5M-Motor und R-173-Funkgerät.
- T-62MW (Objekt 166MW): T-62M mit Reaktivpanzerung vom Typ Kontakt-1. Später nachgerüstet mit Reaktivpanzerung vom Typ Kontakt-5.
- T -62M1W (Objekt 166M1W): Wie T-62M, aber ohne Lenkwaffensystem 9K116-2.
- T-62MW-1 (Objekt 166MW-1): T-62M mit Reaktivpanzerung Typ Kontakt-1. Dazu noch mit Kette, Antriebsrad und W-46-5M-Motor des T-72 und R-173-Funkgerät.
- T-62MB: Wie T-62MW-1 aber mit zusätzlicher Käfigpanzerung am Turm und an der Wannenseite.
- T-62MP: Modernisierte Variante der ukrainischen Firma KMDB mit neuem 5TDF-Dieselmotor, neuer digitaler Elektronik sowie modifiziertem Turm mit Kontakt-5-Reaktivpanzerung. Mit 120-mm-Glattrohrkanone KBA-101 mit Ladeautomat.
- T-67: Prototyp mit Reaktivpanzerung Typ Kontakt-1 und 125-mm-2A26-Glattrohrkanone, Kette, Antriebsrad und W-46-5M-Motor des T-72 sowie R-173-Funkgerät.
- TO-62: Flammenwerferpanzer, der mit einem Flammenwerfer anstelle des Koaxial-MG ausgerüstet war.
- IT-1: Panzerabwehrlenkwaffen-Jagdpanzer, der Mitte der 1960er-Jahre erprobt und in kleiner Zahl gebaut wurde. Bewaffnet mit einem Einfachstarter, der sich zum Abfeuern aus einer Öffnung im Turmdach hob. Ausgerüstet mit insgesamt 15 Panzerabwehrlenkwaffen vom Typ 3M7 Drakon.
- Tiran-6: Israelische T-62-Beutepanzer. Etwa 170 Stück für israelische Bedürfnisse umgebaut.
- Ch’ŏnma-ho: Nordkoreanischer Lizenzbau des T-62. Mit Laser-Distanzmesser über der Kanone, Zusatzpanzerung an der Turmfront, Bugplatte und Geschützblende. Zusätzliche Reaktivpanzerung am Turm. Mit abgeändertem Motorenpaket sowie 14,5-mm-Maschinengewehr vom Typ KPW.